# Julian Eberhard
Julian Eberhard (Saalfelden, 9 november 1986) is een Oostenrijkse biatleet.

## Carrière
Eberhard maakte zijn wereldbekerdebuut in december 2006 in Hochfilzen. Twee jaar later scoorde hij aldaar zijn eerste wereldbekerpunten. In februari 2011 behaalde de Oostenrijker in Fort Kent zijn eerste toptienklassering in een wereldbekerwedstrijd. Op de wereldkampioenschappen biatlon 2013 in Nové Město eindigde Eberhard als 66e op de 10 kilometer sprint, op de gemengde estafette eindigde hij samen met Iris Schwabl, Ramona Schrempf en Dominik Landertinger op de zestiende plaats.
Tijdens de wereldkampioenschappen biatlon 2015 in Kontiolahti eindigde hij als 44e op de 10 kilometer sprint en als 37e op de 12,5 kilometer achtervolging. In Oslo nam de Oostenrijker deel aan de wereldkampioenschappen biatlon 2016. Op dit toernooi eindigde hij als 36e op de 10 kilometer sprint, als 26e op de 12,5 kilometer achtervolging en als 58e op de 20 kilometer individueel. Samen met Sven Grossegger, Simon Eder en Dominik Landertinger eindigde hij als vierde op de estafette.

## Resultaten

### Wereldkampioenschappen
| Jaar | Plaats      | Resultaten                                                                             |
| ---- | ----------- | -------------------------------------------------------------------------------------- |
| 2013 | Nové Město  | 66e 10 km sprint 16e Gemengde estafette                                                |
| 2015 | Kontiolahti | 44e 10 km sprint 37e 12,5 km achtervolging                                             |
| 2016 | Oslo        | 58e 20 km individueel 36e 10 km sprint 26e 12,5 km achtervolging 4e 4x7,5 km estafette |

### Wereldbeker
Eindklasseringen
| Seizoen   | Algemeen | Individueel | Sprint | Achtervolging | Massastart |
| --------- | -------- | ----------- | ------ | ------------- | ---------- |
| 2008/2009 | 88e      | -           | 74e    | -             | -          |
| 2009/2010 | 110e     | 78e         | -      | -             | -          |
| 2010/2011 | 47e      | -           | 41e    | 40e           | 54e        |
| 2012/2013 | 40e      | -           | 44e    | 31e           | 41e        |
| 2013/2014 | 67e      | -           | 87e    | 51e           | -          |
| 2014/2015 | 47e      | -           | 50e    | 38e           | 38e        |
| 2015/2016 | 24e      | -           | 8e     | 22e           | 35e        |
| 2016/2017 | 6e       | 21e         | Zilver | 7e            | 17e        |
| 2017/2018 | 16e      | 12e         | 11e    | 18e           | 17e        |

Wereldbekerzeges
| Nr. | Datum          | Plaats           | Onderdeel        |
| --- | -------------- | ---------------- | ---------------- |
| 1.  | 18 maart 2016  | Chanty-Mansiejsk | 10 km sprint     |
| 2.  | 5 januari 2017 | Oberhof          | 10 km sprint     |
| 3.  | 3 maart 2017   | Pyeongchang      | 10 km sprint     |
| 4.  | 11 maart 2018  | Kontiolahti      | 15 km massastart |